# Eduard Albert Bielz
Eduard Albert Bielz ( 1827-1898) fue un botánico, zoólogo, y conquiólogo Sajones de Transilvania.
Fue profesor en la Universidad de Bucarest, y miembro de la Academia Rumana.

## Algunas obras

### Libros
- eduard albert Bielz, emil Sigerus. 1903. Siebenbürgen: ein Handbuch für Reisende. 284 pp.

- ------------------------------. 1867. Fauna der Land- und Süsswasser-Mollusken Siebenbürgens (Fauna de los moluscos terrestres y de agua dulce de Transilvania). 2ª edición de S. Filtsch, 216 pp. en línea

- ------------------------------. 1862. Beitrag zur Geschichte merkwürdiger Naturbegebenheiten in Siebenbürgen: (Aus d. Verhandl. u. Mitthlgn des siebenbürg. Vereins f. Naturwiss., 1862. No. 4) (Contribución a la historia de los extraños fenómenos naturales en Transilvania: (De las transacciones de D y F de la Mitthlgn Siebenburg Asociación de Ciencias Naturales, 1862, Nº 4). Editor Closius, 74 pp. en línea

- ------------------------------. 1857. Handbuch der Landeskunde Siebenbürgens: eine physikalisch-statistisch-topographische Beschreibung dieses Landes (Manual de estudios regionales de Transilvania: una descripción física-estadística-topográfica de este país). Editor S. Filtsch, 613 pp. en línea

- ------------------------------. 1856. Fauna der Wirbelthiere Siebenburgens eine Systematische Auszahlung und Beschreibung der in Siebenburgen vorkommenden Saugethiere, Vogel, Amphibien und Fische (La fauna de vertebrados de Transilvania y una descripción sistemática de aves, anfibios y peces). 200 pp. en línea

## Honores

### Epónimos
Género
- (Asteraceae) Bielzia Schur[1]

Especies
- (Brassicaceae) Cardamine bielzii Schauer[2]

- (Campanulaceae) Campanula bielzii Schur[3]

- (Poaceae) Sesleria bielzii Schur[4]

- (Violaceae) Viola bielziana Schur[5]

- La abreviatura «Bielz» se emplea para indicar a Eduard Albert Bielz como autoridad en la descripción y clasificación científica de los vegetales.[6]

## Abreviatura (zoología)
La abreviatura Bielz  se emplea para indicar a Eduard Albert Bielz como autoridad en la descripción y taxonomía en zoología.